# Heinrich Mayer (Theologe)
Heinrich Mayer (* 26. Oktober 1881 in Nürnberg; † 15. Februar 1957 in Bamberg) war ein deutscher Theologe und Kunsthistoriker.

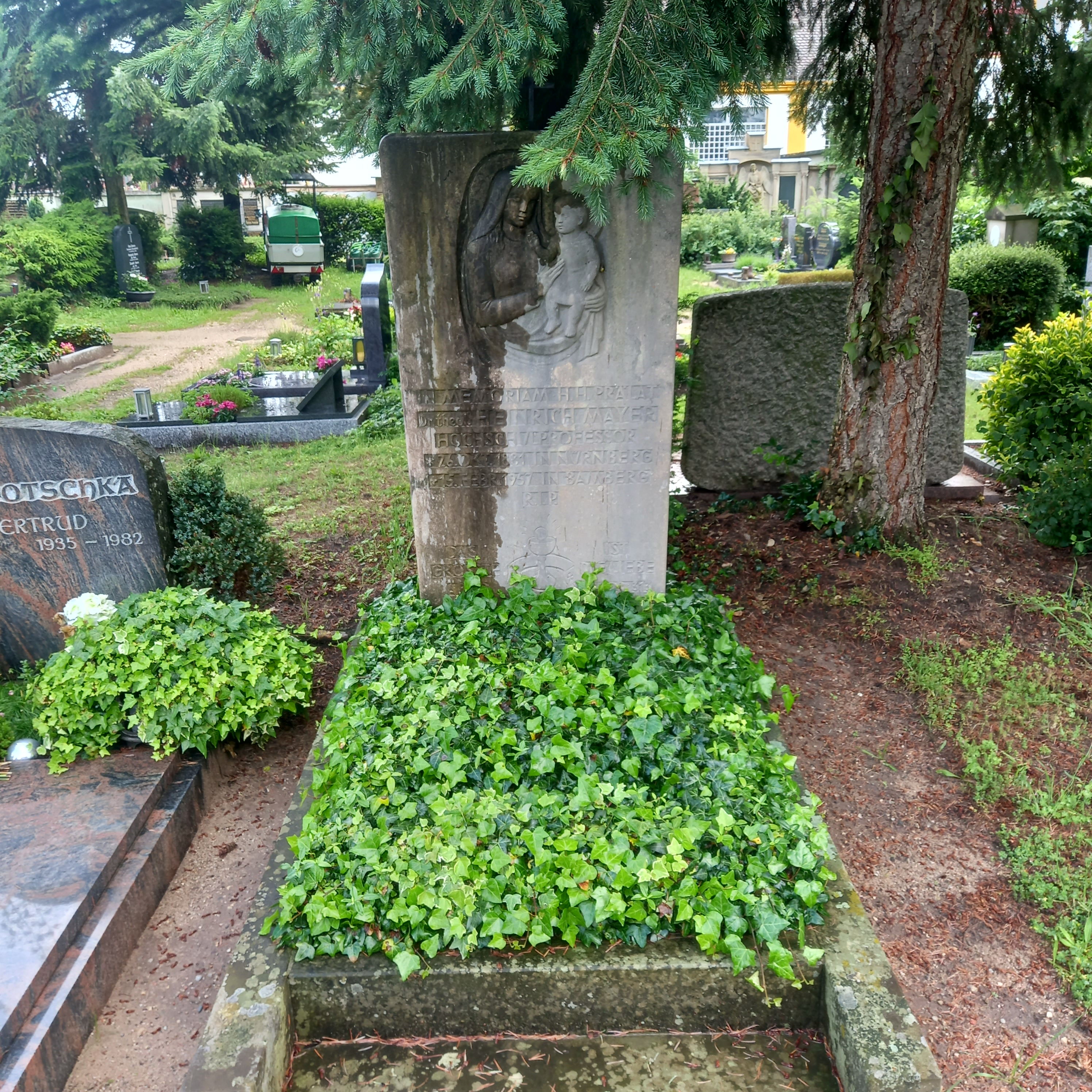
Das Grab von Heinrich Mayer auf dem Hauptfriedhof in Bamberg

## Leben
Ab 1899 studierte er in München Architektur, zu Theologie, Philosophie und Kunstgeschichte. 1905 wurde er zum Priester geweiht. 1918 wurde er außerordentlicher und 1925 ordentlicher Professor für Pädagogik und Katechetik an der Philosophisch-Theologischen Hochschule in Bamberg ernannt. Er wurde auf dem Bamberger Hauptfriedhof begraben.

## Schriften (Auswahl)
- Kinderideale. Eine experimentell-pädagogische Studie zur Religions- und Moralpädagogik. Kempten 1914, OCLC 463021725.
- Deutsche Nationalerziehung und katholisches Christentum. München 1921, OCLC 637268579.
- Religionspädagogische Reformbewegung. Paderborn 1922, OCLC 23669873.
- Bamberger Residenzen. Eine Kunstgeschichte der Alten Hofhaltung, des Schlosses Geyerswörth, der Neuen Hofhaltung und der Neuen Residenz zu Bamberg. München 1951, OCLC 1039654883.